# Iglesia Presbiteriana Reformada en Chile
La Iglesia Presbiteriana Reformada en Chile (IPRCh) es una denominación Reformada  en Chile, fundada en 2017, por el pastor Marcelo Sánchez, misionero de la Iglesia Presbiteriana Reformada de Norteamérica, anteriormente vinculado a la Iglesia Presbiteriana Nacional de Chile.

## Historia
En la década de 2010, un grupo de personas en la ciudad de Lo Prado, lideradas por el pastor Marcelo Sánchez (anteriormente vinculado a la Iglesia Presbiteriana Nacional de Chile), se adhirió a la doctrina de la Iglesia Presbiteriana Reformada de América del Norte (IPRAN). En 2017, IPRAN dio la bienvenida al grupo de miembros como congregación, así como al pastor Marcelo Sánchez como misionero de la denominación.
Para 2020, la denominación ya había plantado iglesias en Lampa y Santiago.

## Doctrina
La denominación se suscribe a la Confesión de Westminster, Catecismo Mayor de Westminster y Catecismo Menor de Westminster y se diferencia de otras denominaciones presbiterianas en el país al adoptar salmodia exclusiva y observancia dominical. Además, no permite la ordenación de mujeres a los oficios de pastores o ancianos.